# Патані

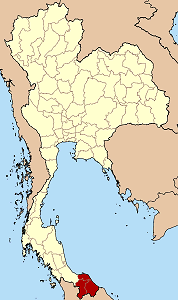
Патані на мапі Таїланду.

Патанітай. ปาตานี — історична область (край) південного Таїланду.

## Назва
Окрім назви Патані, зустрічається також Патані Рая (Велика Патані). На відміну від назви провінції Таїланду Паттані тай. ปัตตานี читається з довгим першим голосним. Якщо Паттані, як назва провінції, має нейтральне смислове навантаження то Патані асоціюється переважно з боротьбою за незалежність.

## Географія
Патані зазвичай визначать територією провінцій Паттані, Яла (Джала), Наратхіват (Менара) та частина Сонгкхла (Сінгора). 

## Населення
Регіон населений малайцями-мусульманами, що розмовляють на мові джаві.

## Історія
Історична область сформувалася на базі Султанату Патані — напівнезалежного державного утворення малайців, що платило данину тайському королівству Сукхотай та Аюттхая. Після падіння Аюттхаї у 1767 році під час навали бірманців, султанат стає незалежним. Повернутий під протекторат Сіаму королем Рамою Першим.

### Боротьба за незалежність
Останні 10 років сепаратистські групи намагаються відновити незалежність. Ціллю боротьби є встановлення малайської ісламської держави Патані Даруссалам. Збройні сутички почалися у 2001 році і тривають до сьогодні. Ініціатором збройного конфлікту є Патанійський національний революційний фронт (BRN-C). На сьогодні територія контролюється тайською армією.